# Тикарь, Константин Сергеевич
Константин Сергеевич Тикарь (бел. Канстанцін Сяргеевіч Цікар; родился 9 августа 1957 года в городе Орша, Витебской области) — бывший генеральный директор РУП «Белтелеком».

## Трудовая деятельность
В 1981 году закончил Минский радиотехнический институт по специальности многоканальная электросвязь. С 1981 года работал в филиале «Междугородная связь». Начал работать в должности инженера производственной лаборатории постепенно поднимаясь по служебной лестнице до начальника службы трактов и каналов. В 1999 году назначен начальником технического управления в РО «Белтелеком». В 2001 году назначен на должность директора филиала «Междугородная связь». 30 января 2006 года назначен на должность генерального директора РУП «Белтелеком». Комитет государственного контроля Республики Беларусь в ходе проверок деятельности РУП «Белтелеком» неоднократно выявлял допускаемые нарушения , в итоге после очередной проверки 5 апреля 2011 года К. Тикарь уволился с должности.
В настоящее время работает советником руководителя представительства российского ОАО «МТС» в Республике Беларусь .

## Награды и премии
- В 1998  году  присвоено звание «Мастер связи Республики Беларусь».
- Лауреат конкурса «Человек дела — 2009».